# ويليام مولر
ويليام مولر (بالإنجليزية: Trevor Murdoch)‏ (و. 1980  م) هو مصارع رياضي، ومصارع محترف أمريكي، ولد في كوفيفيل.

## روابط خارجية
- ويليام مولر على موقع WrestlingData.com (الإنجليزية)
- ويليام مولر على موقع CageMatch worker (الإنجليزية)
- ويليام مولر على موقع قاعدة بيانات المصارعة على الإنترنت (الإنجليزية)
- ويليام مولر على موقع عالم المصارعة على الإنترنت (الإنجليزية)